# Goniagnathus appellans
Goniagnathus appellans är en insektsart som beskrevs av Baker 1924. Goniagnathus appellans ingår i släktet Goniagnathus och familjen dvärgstritar. Inga underarter finns listade i Catalogue of Life.